# Krzysztof Raczkowiak
Krzysztof Raczkowiak (ur. 1952 we Wrocławiu, zm. 13 września 2016) – polski fotoreporter. 

## Życiorys
Fotografią zainteresował się jako student Politechniki Wrocławskiej. Od 1974 był fotoreporterem prasowym tygodnika Zagłębia Miedziowego w Lubinie. Znany jest jako autor zdjęć dokumentujących zbrodnię lubińską z 31 sierpnia 1982, w tym fotografii grupy mężczyzn niosących śmiertelnie rannego Michała Adamowicza.